# Ulul Manyang
Ulul Manyang is een bestuurslaag in het regentschap Simeulue van de provincie Atjeh, Indonesië. Ulul Manyang telt 310 inwoners (volkstelling 2010).